# Parco nazionale di Zakouma
Il parco nazionale di Zakouma è un parco nazionale situato nel sud-est del Ciad nella Regione del Salamat. Ricopre una superficie di 3000 km², ma la sua zona cuscinetto si estende su un'area di 20.000 km². Dal 2006 il parco nazionale è compreso all'interno dell'Area Ramsar delle Pianure alluvionali di Bahr Aouk e Salamat, che è una delle più grandi aree protette del mondo di questo genere.

## Storia
L'area di Zakouma venne dichiarata riserva di caccia nel 1958, per essere poi trasformata nel 1963 in un parco nazionale. A partire dal 1989 il parco ha ricevuto notevoli contributi dall'estero, in particolare nel quadro di un programma di conservazione finanziato dall'Unione europea.
Il parco nazionale di Zakouma è circondato dalla Riserva Faunistica di Bahr Salamat, che ricopre un'area di 20.600 km². Essa costituisce una specie di area cuscinetto, anche se non gode di corrispondenti misure di protezione.

## Geografia e clima
Il parco nazionale di Zakouma si trova ad ovest di Am Timan, capoluogo del Salamat, 800 km a sud-est della capitale N'Djamena, ad un'altitudine compresa tra i 200 e i 500 metri sul livello del mare. Le precipitazioni annuali variano tra i 500 e gli 890 mm. La stagione delle piogge dura da fine aprile a fine ottobre.

## Flora
La vegetazione predominante è la savana alberata, dominata da specie di alberi dei generi Combretum, Terminalia, Anogeissus e Aporosa. A questo genere di habitat si aggiungono vere e proprie aree boschive più piccole. La boscaglia ricopre il 51% della superficie del parco nazionale. Soprattutto nella sua parte meridionale vi sono ampie pianure alluvionali, che vengono inondate durante la stagione delle piogge. Esse si estendono su oltre 500 km². In esse si sviluppa una distesa di erbe dei generi Chrysopogon, Setaria e Paspalum.

## Fauna
I numerosi corsi d'acqua, in parte fiancheggiati dalla foresta a galleria, vengono utilizzati anche come luoghi di abbeverata durante la stagione secca dagli animali selvatici. Questi sono rappresentati da elefanti, leoni, leopardi, ghepardi, licaoni, bufali, facoceri, rinoceronti, giraffe del Kordofan, kudù maggiori, gnu e molti altri ungulati.
Nel parco sono state censite 226 specie di uccelli. Tra quelle maggiormente degne di nota vi sono la gru coronata nera (in inverno), il pappagallo niam niam, il gruccione golarossa, il barbetto pettonero, la cappellaccia soliva, il beccamoschino corona rossa, lo storno splendente purpureo, il pigliamosche di Gambaga (nidificante), il tessitore mascherato di Heuglin e l'astrilde becco di corallo. Il parco nazionale di Zakouma dovrebbe ospitare anche grandi popolazioni di pellicano, ma non sono stati ancora effettuati conteggi sistematici degli uccelli acquatici.
Negli specchi d'acqua si incontra anche il pesce Nothobranchius rubroreticulatus.

### Bracconaggio
Nell'agosto 2006 i conservazionisti, a bordo di un piccolo aereo, hanno scoperto i resti appartenenti a 100 elefanti uccisi dai bracconieri. Tra il 2006 e il 2008 il numero di elefanti del parco è diminuito da 3000 a circa 1000.
Gli elefanti che vivono all'interno del parco sono protetti dal governo ciadiano, ma quelli che migrano fuori dal parco non godono della stessa protezione fornita dalle pattuglie nel parco. In Ciad, la caccia agli elefanti è vietata e il commercio dell'avorio è stato bandito dal 1989; tuttavia, il mercato nero è in aumento, alimentato dai saccheggi guidati dai bracconieri, che non esitano a massacrare le guardie del parco ma anche con qualsiasi rappresentante dell'ordine.

## Turismo
La posizione del parco, molto distante dalla capitale, ha un effetto negativo sullo sviluppo del turismo. Un altro problema è costituito dalla «concorrenza» dei più accessibili parchi nel nord del Camerun, che presentano un ambiente simile.
Il periodo migliore per visitarlo è in marzo e aprile, quando gli animali si radunano intorno agli specchi d'acqua. Da giugno a ottobre, a causa della pioggia, l'area diventa inaccessibile. È possibile soggiornare presso Le Campement Hôtelier Tinga, una struttura che si trova all'interno del parco. Vi è anche la possibilità di effettuare safari guidati e passeggiate a cavallo.